# Картер (Оклахома)
Картер (англ. Carter) — місто (англ. town) в США, в окрузі Бекгем штату Оклахома. Населення — 183 особи (2020).

## Географія
Картер розташований за координатами 35°13′3″ пн. ш. 99°30′14″ зх. д. / 35.21750° пн. ш. 99.50389° зх. д. (35.217457, -99.503820).  За даними Бюро перепису населення США в 2010 році місто мало площу 1,20 км², уся площа — суходіл.

### Клімат
| Клімат : Картер       | Клімат : Картер | Клімат : Картер | Клімат : Картер | Клімат : Картер | Клімат : Картер | Клімат : Картер | Клімат : Картер | Клімат : Картер | Клімат : Картер | Клімат : Картер | Клімат : Картер | Клімат : Картер | Клімат : Картер |
| Показник              | Січ.            | Лют.            | Бер.            | Квіт.           | Трав.           | Черв.           | Лип.            | Серп.           | Вер.            | Жовт.           | Лист.           | Груд.           | Рік             |
| Середній максимум, °C | 9,8             | 12,7            | 18,3            | 23,8            | 28,2            | 32,6            | 36,1            | 35,2            | 30,3            | 24,3            | 16,6            | 10,8            | 23,2            |
| Середній мінімум, °C  | −5,2            | −2,5            | 2,2             | 7,8             | 12,8            | 17,8            | 20,3            | 19,4            | 15,2            | 8,7             | 1,9             | −3,4            | 7,9             |
| Норма опадів, мм      | 13              | 20              | 38              | 48              | 109             | 94              | 43              | 61              | 76              | 56              | 36              | 15              | 609             |
| --------------------- | --------------- | --------------- | --------------- | --------------- | --------------- | --------------- | --------------- | --------------- | --------------- | --------------- | --------------- | --------------- | --------------- |
| Джерело: weather.com  |                 |                 |                 |                 |                 |                 |                 |                 |                 |                 |                 |                 |                 |

## Демографія
Згідно з переписом 2010 року, у місті мешкало 256 осіб у 112 домогосподарствах у складі 62 родин. Густота населення становила 213 особи/км².  Було 143 помешкання (119/км²).
Расовий склад населення:
| - 92,6 % — білих - 2,3 % — корінних американців - 2,7 % — осіб інших рас |

До двох чи більше рас належало 2,3 %. Частка іспаномовних становила 7,4 % від усіх жителів.
За віковим діапазоном населення розподілялося таким чином: 25,8 % — особи молодші 18 років, 59,7 % — особи у віці 18—64 років, 14,5 % — особи у віці 65 років та старші. Медіана віку мешканця становила 36,0 року. На 100 осіб жіночої статі у місті припадало 113,3 чоловіків;  на 100 жінок у віці від 18 років та старших — 113,5 чоловіків також старших 18 років.
Середній дохід на одне домашнє господарство  становив 62 397 доларів США (медіана — 50 625), а середній дохід на одну сім'ю — 72 881 долар (медіана — 58 750). За межею бідності перебувало 10,2 % осіб, у тому числі 12,7 % дітей у віці до 18 років та 0,0 % осіб у віці 65 років та старших.
Цивільне працевлаштоване населення становило 142 особи. Основні галузі зайнятості: сільське господарство, лісництво, риболовля — 33,8 %, освіта, охорона здоров'я та соціальна допомога — 16,2 %, роздрібна торгівля — 10,6 %, транспорт — 7,7 %.